# 水本圭治
水本 圭治（みずもと けいじ、1988年4月7日 - ）は、日本のカヌー選手。2020年東京オリンピックの男子 K-4 500 mに出場。

## 経歴
小中学時代はサッカーや野球、陸上の四種競技に熱中する。
中学3年時の体力診断書の数値は全項目ハイレベルで、そこに「カヌーが向いている」と書かれていた。その後、進学した不来方高校にたまたまカヌー部があり，両親の勧めによりカヌー部に入部。高校3年生の時にインターハイで4冠を達成した。平成18年には矢巾町初の町民栄誉賞を受賞。
2007年に大正大学に入学。2年時，2008年の北京オリンピックはわずかの差で代表入りを逃した。
2010年広州アジア大会スプリントカヤックペア200メートルで松下桃太郎とともに金メダルを獲得。
2010年度に大正大学人間学部人間科学科を卒業。大正大学事務職員，長崎県スポーツ専門員を経て、2017年以降は株式会社チョープロ所属。
2019年年8月にハンガリーで行われた世界選手権に日本代表として臨み、アジア勢トップの成績を収めたことで，藤嶋大規，松下桃太郎，宮田悠佑らと共に男子カヤックフォア500ｍで東京五輪枠を勝ち取った。

## 主な成績
不来方高校時代
- 2005年(平成17年) - インターハイ 優勝、国体準優勝
- 2006年(平成18年) - インターハイ４冠

大正大学時代
- 2007年(平成19年) - 国体（成年男子）優勝
- 2008年(平成20年) - 北京オリンピック最終予選会準優勝
- 2009年(平成21年) -
- 2010年(平成22年) - ワールドカップ8位入賞

社会人時代
- 2011年(平成23年) -
- 2012年(平成24年) -
- 2013年(平成25年) -
- 2014年(平成26年) -
- 2015年(平成27年) - 国体 K-1 500m　4位，200m　3位
- 2016年(平成28年) - 日本選手権 1000m 優勝，500m 優勝，200m 3位。いわて国体 K-1 500m 2位，200m 4位
- 2017年(平成29年) - 日本選手権 K-1 500m 優勝、K-4 200mフォア優勝、K-4 500m 優勝，アジア選手権 K-4 500m 2位、K-2 1000m 4位。国体 K-1 500m 優勝、K-1 200m 3位
- 2018年(平成30年) - 日本選手権　K-1 1000m　優勝，K-1 500m　優勝，K-4 500m　優勝。第18回アジア大会（ジャカルタ）　K-4 500m　4位，K-2 1000m　5位
- 2019年(令和1年) - 日本選手権　K-1 1000m　優勝，K-1 500m　優勝。世界選手権（ハンガリー・セゲド）K-4 500m　12位（東京2020オリンピック出場権獲得）
- 2020年(令和2年) - 日本選手権　K-1 1000m　2位
- 2022年(令和4年) - 日本選手権　K-1 500m　優勝